# Conopomorpha heliopla
Conopomorpha heliopla är en fjärilsart som beskrevs av Edward Meyrick 1907. Conopomorpha heliopla ingår i släktet Conopomorpha och familjen styltmalar. Inga underarter finns listade i Catalogue of Life.